# Romanogobio albipinnatus
Il gobione del Volga (Romanogobio albipinnatus) è un pesce osseo di acqua dolce appartenente alla famiglia Cyprinidae.

## Distribuzione e habitat
Si trova nei bacini dei fiumi Volga e Ural.
Frequenta fondi di sabbia nel corso basso dei fiumi con acque moderatamente correnti.

## Descrizione
È molto simile al gobione comune ed al gobione del Kessler. Si differenzia dal primo per i barbigli nettamente più lunghi che superano l'occhio se tirati indietro e per il peduncolo caudale più snello ed affusolato e le scaglie dorsali percorse da piccole creste epiteliali (tipiche dei Romanogobio) ben visibili con una lente ma che possono scomparire se il pesce è preso in mano o conservato con scarsa cura.
Il dorso è grigio o verdastro, con macchie scure rotonde con riflessi azzurri disposte regolarmente sui fianchi, subito sopra la linea laterale. I fianchi sono chiari ed argentei. La pinna dorsale, le pinne pettorali e la pinna caudale sono prive di macchie scure.
Raggiunge al massimo i 13 cm.

## Biologia
Si tratta di una specie notturna. Vive fino a 5 anni.

### Alimentazione
Si ciba di invertebrati bentonici.

### Riproduzione
Avviene da maggio a luglio. Le uova sono deposte in tre o quattro volte, ad intervalli di una o due settimane.

## Pesca
La pesca è occasionale.

## Conservazione
La specie non è minacciata ma una sua rarefazione è attesa poiché necessita di acque pulite.

## Specie affini
- Romanogobio belingi Slastenenko, 1934) (fiumi Dniestr, Bug, Dniepr, Oder, Vistola, Elba e Reno)

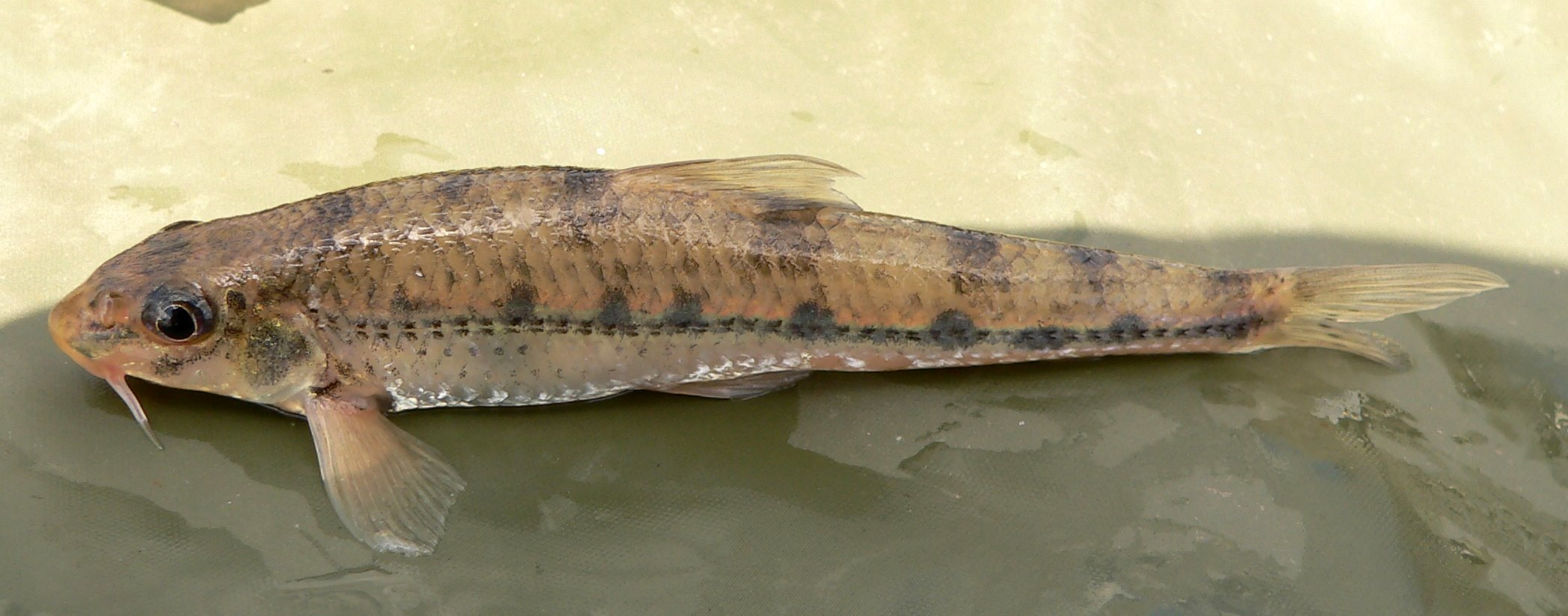
Romanogobio belingi

- Romanogobio tanaiticus (Naseka, 2001) (fiume Don)
- Romanogobio vladykovi (Fang, 1943) (bacino del Danubio)

Queste tre specie o sottospecie di R. albipinnatus sono molto simili e si distinguono soprattutto per l'areale (oltre che per caratteri genetici).